# Командно-штабна машина

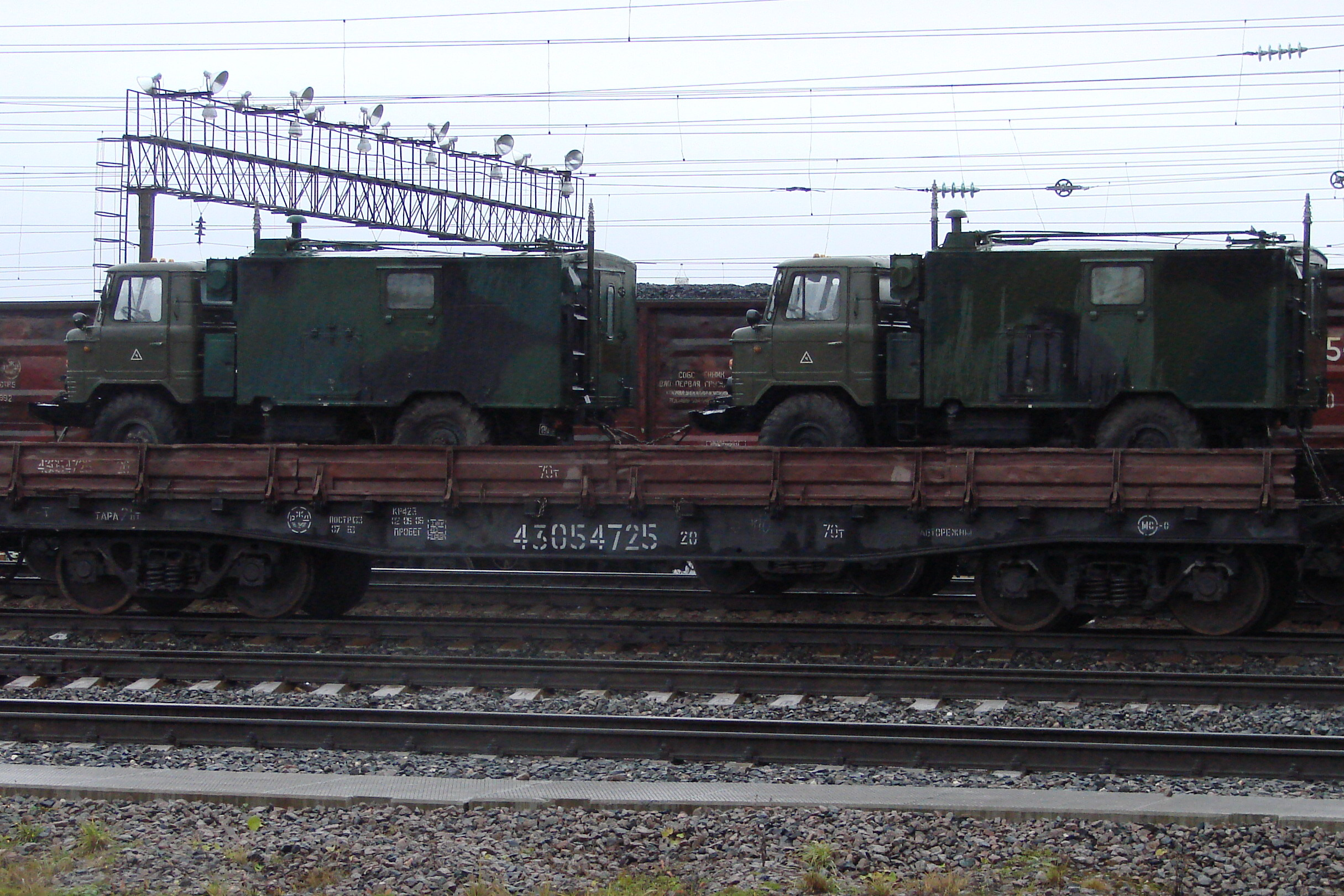
Російські командно-штабні машини Р-142 на залізничній платформі. 2009

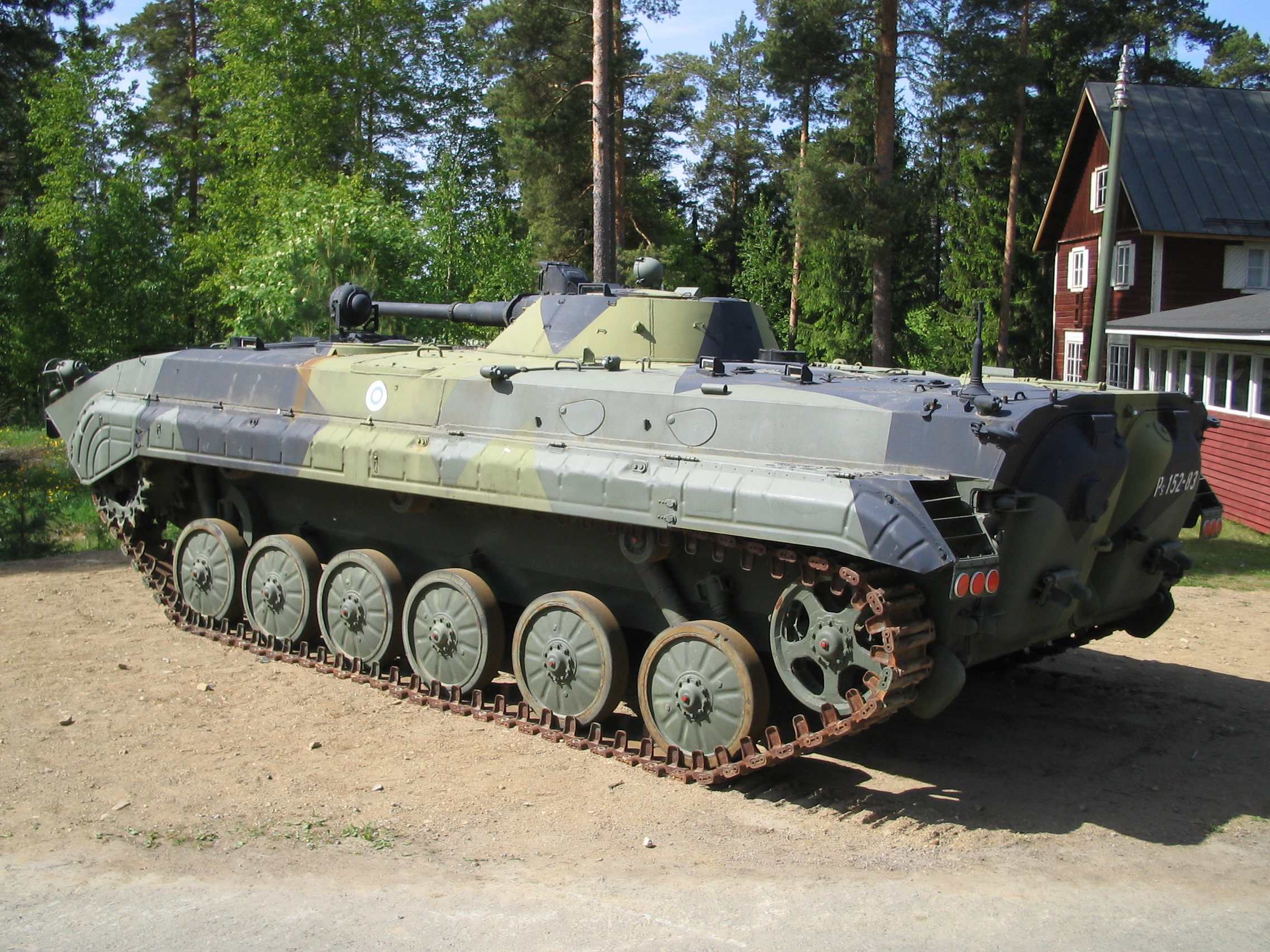
Фінська командирська машина БМП-1К у танковому музеї Парола. 1 червня 2008

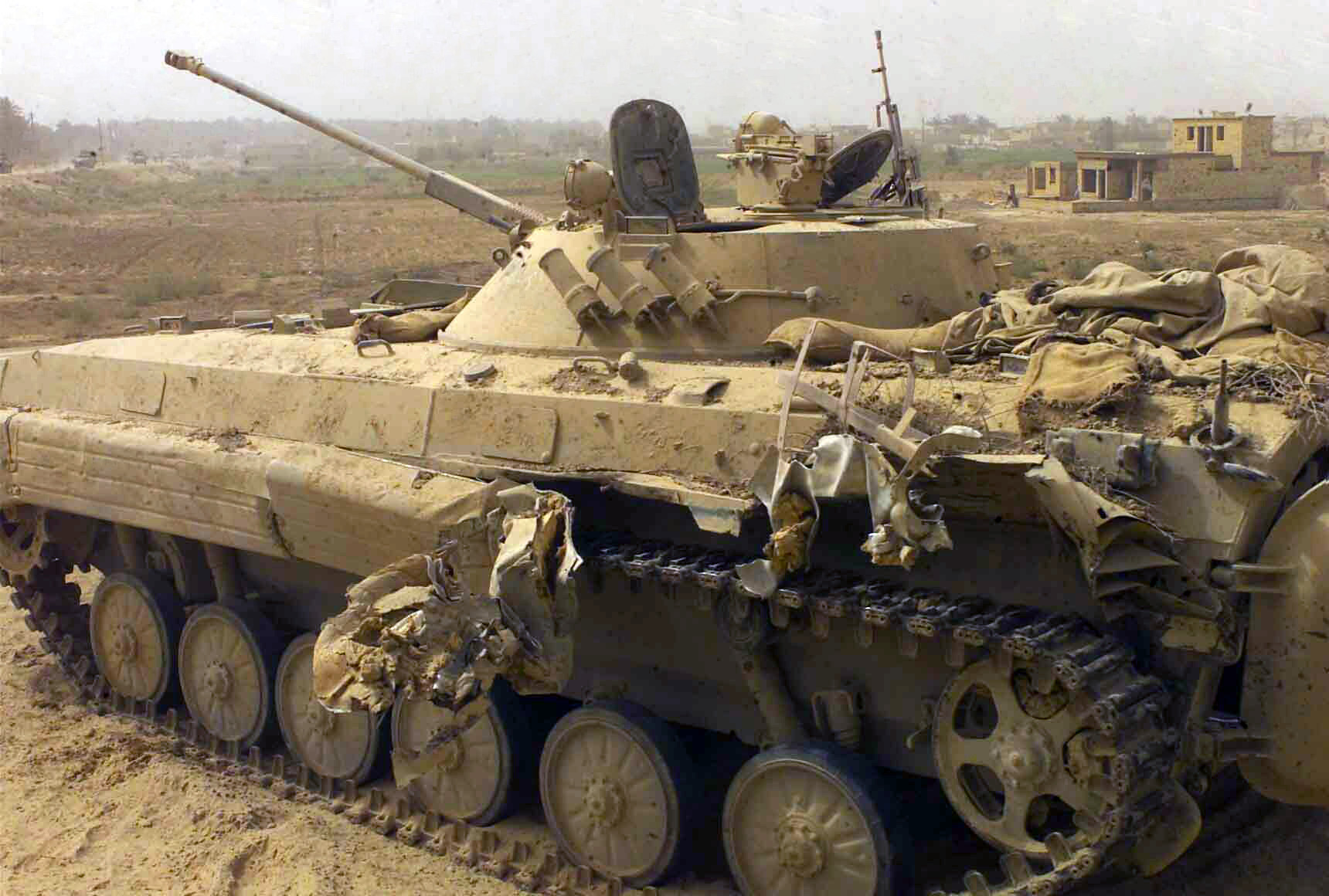
Підбита командирська машина БМП-2К. Ірак. 2003

Кома́ндно-штабна́ маши́на (КШМ) — бойова машина на бронетанковій або автомобільній базі, яка призначена для забезпечення радіозв'язку та управління у тактичній ланці сухопутних військ.
У сухопутних військах для бойового управління рівня полк (бригада) — дивізія, за винятком спеціалізованих машин управління ракетними та артилерійськими підрозділами, використовуються командно-штабні машини (КШМ). Для управління підрозділами нижчого рівня (усередині рота-батарея — батальйон-дивізіон) існують машини управління, або командирські машини, такі як БТР-60ПБК, БТР-60ПУ, БМП-1/2К, БМД-1К, БМД-2К і тому подібне.

## Історія

### Деякі зразки КШМ у Збройних силах України
Командно-штабні машини та комбіновані радіостанції:
- Комплекс машин зв'язку та управління Сухопутних військ
  - командно-штабна машина Р-149БМР
  - командно-штабна машина Р-145БМ
  - командно-штабна машина БМП-1КШТ
  - командно-штабна машина БМП-1К
  - командно-штабна машина БТР-50ПУ (БТР-50ПУМ)
  - командно-штабна машина БМД-1КШ
  - командно-штабна машина МП-21
  - командно-штабна машина МП-31
  - командно-штабні машини Р-142(інші мови)Н, Р-142НМ, Р-142-НМР
  - командно-штабна машина Stripbv 90
- Комбіновані радіостанції Р-125Б1, Р-125Б2

Командирські машини:
- командирська машина БМП-1К
- командирська машина БМП-2К
- командирська машина БМД-1К
- командирська машина БМД-2К